# Pfeiffer-Drüsenfieber
Das Pfeiffer-Drüsenfieber (Pfeiffersches Drüsenfieber, Morbus Pfeiffer), auch infektiöse Mononukleose (Mononucleosis infectiosa), Monozytenangina oder Kusskrankheit (Studentenkrankheit, Studentenfieber) genannt, ist eine sehr häufige und oft harmlos verlaufende Viruserkrankung, die durch das Epstein-Barr-Virus hervorgerufen wird. Schätzungsweise 95 Prozent aller Europäer infizieren sich bis zum 30. Lebensjahr mit dem Virus (98 Prozent bis zum 40.), was durch Antikörper im Blut nachgewiesen werden kann. Bei mehr als der Hälfte der Betroffenen zeigt sich das Pfeiffer-Drüsenfieber mit einer Trias von Symptomen: Fieber (manchmal mit Schüttelfrost), Lymphknotenschwellungen und Entzündungen der Gaumenmandeln (Tonsillitis) mit typischen Blutbildveränderungen (Monozyten-Angina). Ein spezielles Präparat gegen das Pfeiffer-Drüsenfieber gibt es bisher nicht. Die Therapie behandelt die Symptome. Impfstoffe befinden sich erst in der Entwicklung.
Der Krankheitsname geht auf den Kinderarzt Emil Pfeiffer (1846–1921) zurück. Er selbst bezeichnete die Erkrankung zunächst als idiopathische Adenitis. Spätere Bezeichnungen waren auch lymphämoides Drüsenfieber und Lymphoidzell(en)angina.

## Erreger

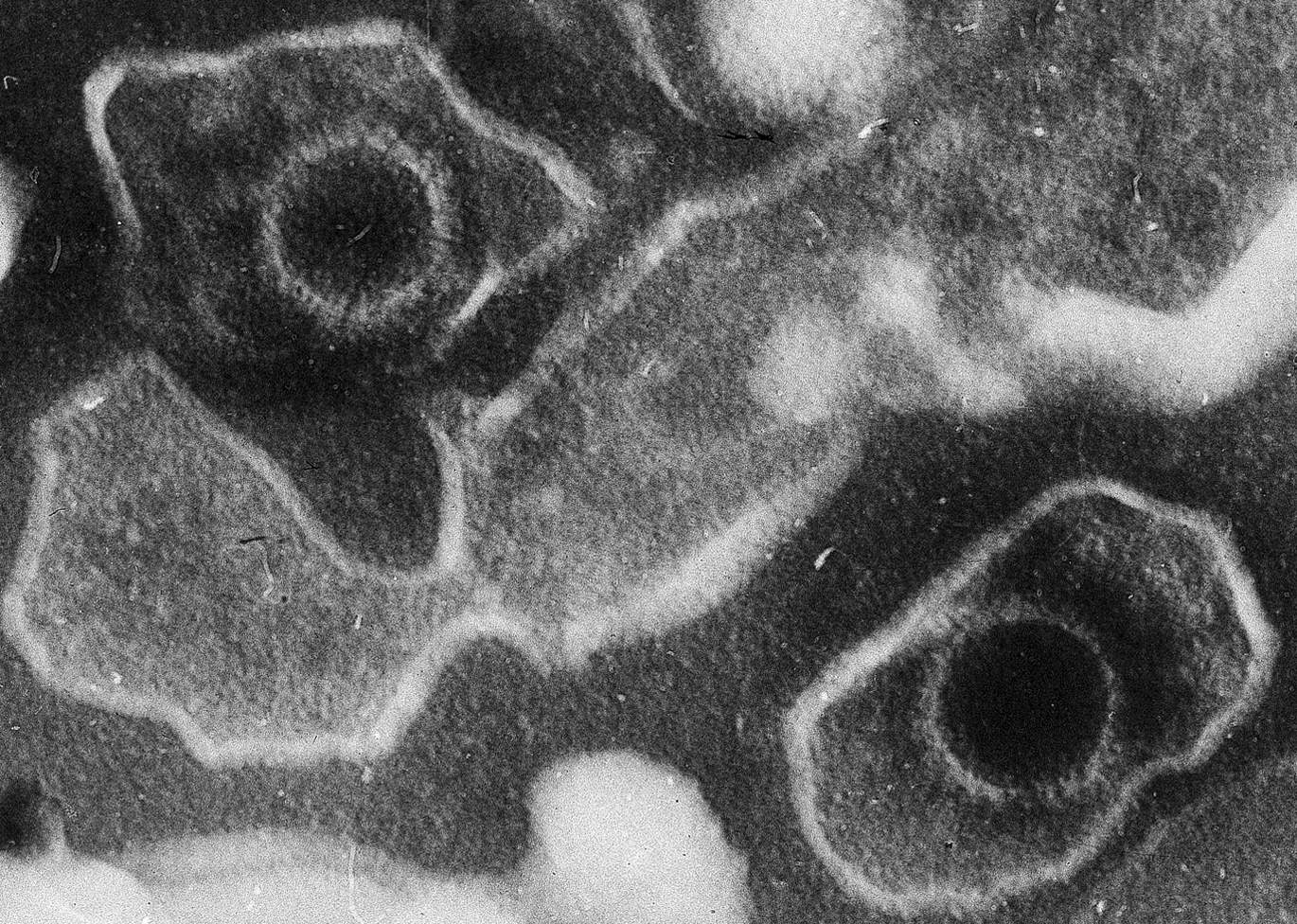
Virionen des Epstein-Barr-Virus

Krankheitsverursacher ist das Epstein-Barr-Virus (EBV), ein behülltes, doppelsträngiges DNA-Virus (dsDNA). Dieses Virus ist ein Gamma-Herpesvirus und gehört zur Familie Herpesviridae.
Das EBV hat, wie auch andere Vertreter dieser Virusfamilie, zwei Entwicklungsphasen: Die erste lytische Phase dient der Produktion und Freisetzung der Viren sowie deren Ausbreitung. In der anschließenden latenten Phase erreicht das Virus einen Ruhezustand, in dem es sich der immunologischen Kontrolle weitgehend entzieht. Auf diese Weise entsteht im infizierten Wirt ein Reservoir an EBV, aus dem nach einer Reaktivierung wieder infektiöse Viruspartikel produziert und freigesetzt werden können.

## Übertragung
Der Erreger wird vor allem über den Speichel übertragen. Auch noch einige Wochen nach Beendigung der Krankheitssymptome ist das Virus hierüber übertragbar. Als weitere Übertragungswege werden Tröpfcheninfektion, Kontaktinfektion und Schmierinfektion vermutet. Besonders jugendliche Paare übertragen die Krankheit sehr oft von Mund zu Mund, weshalb diese im Volksmund ihre Bezeichnung Kusskrankheit, Studentenkrankheit oder Studentenfieber erhalten hat. Studien an Studenten und Militärangehörigen haben gezeigt, dass diese allein durch das Bewohnen desselben Zimmers mit den infizierten Personen nicht einem erhöhten Infektionsrisiko ausgesetzt sind.

## Vermehrung, Latenz und Reaktivierung
Der Erreger infiziert anfänglich die Epithelzellen von Nase, Mund und Rachen sowie eine Gruppe der weißen Blutkörperchen, die B-Lymphozyten, zunächst in regionalen Lymphknoten und Organen des lymphatischen Rachenringes, aber auch in Leber, Milz und Herz. Danach verbleibt der Erreger – wie alle Herpesviren – lebenslang im menschlichen Körper und persistiert latent in Gedächtnis-B-Lymphozyten. Dort werden nur 10 der fast 100 viralen Gene exprimiert; das Virus unterläuft damit die Erkennung durch das Immunsystem. Allerdings kommt es immer wieder zu Reaktivierungen der persistierenden Viruserkrankung. Von diesen bemerkt der Betroffene in der Regel nichts, er scheidet dann aber wieder voll vermehrungsfähige (infektiöse) Viren im Speichel aus. Solche Reaktivierungen sind auch im Blut nachweisbar (u. a. durch Anstieg der IgG-Antikörper gegen das Virus-Capsid-Antigen VCA und durch EBV-PCR). Personen ohne Immunschutz gegenüber EBV können durch solche asymptomatischen Virus-Ausscheider infiziert werden. Von der Reaktivierung der Virus-Produktion und der Virus-Ausscheidung ist das Rezidiv, also die erneute Erkrankung des Virus-Trägers, zu unterscheiden.

## Diagnose

Blutausstrich mit reaktiven Lymphozyten

Eine eindeutige Diagnose besteht im Nachweis von Epstein-Barr-Virus-Antikörpern und häufig auch einer auffälligen Erhöhung der Leukozytenzahl (Leukozytose) zwischen 10.000 und 25.000 pro mm³ mit 60 bis 80 Prozent lymphoiden (mononukleären) Zellen, davon ein Teil atypische Lymphozyten. Die Leberwerte sind in vielen Fällen erhöht. Serologisch sind richtungsweisend:
- Nachweis heterophiler Antikörper in der Paul-Bunnell-Reaktion oder daraus abgeleiteten Tests
- IgM-Antikörper gegen Early Antigen (EA) und/oder
- IgM-Antikörper gegen Viral Capsid Antigen (VCA) bei negativem EBNA-1-IgG-Test (Epstein-Barr Nuclear Antigen-1-IgG-Test).

Hohe Konzentrationen von EBNA-1-IgG (positiver EBNA-1-IgG-Test) sprechen für eine frühere Infektion und schließen eine frische Infektion praktisch aus, da diese Antikörper erst im Laufe von mehreren Wochen bis Monaten nach Auftreten der Symptome vom Immunsystem produziert werden.

## Differentialdiagnose
Differentialdiagnostisch ist vor allem eine Infektion mit dem Cytomegalievirus (CMV) oder mit dem HI-Virus auszuschließen. Zu Beginn der Erkrankung steht häufig eine Rachenentzündung im Vordergrund, die von einer eitrigen Angina, z. B. durch Streptokokken der Gruppe A, abgegrenzt werden muss. Bei den häufig vorkommenden Lymphknotenschwellungen muss neben anderen Infektionskrankheiten (z. B. Toxoplasmose, Katzenkratzkrankheit, Tuberkulose) auch an eine Autoimmunerkrankung und an eine bösartige Erkrankung wie beispielsweise malignes Lymphom gedacht werden.

## Krankheitsverlauf und Symptome

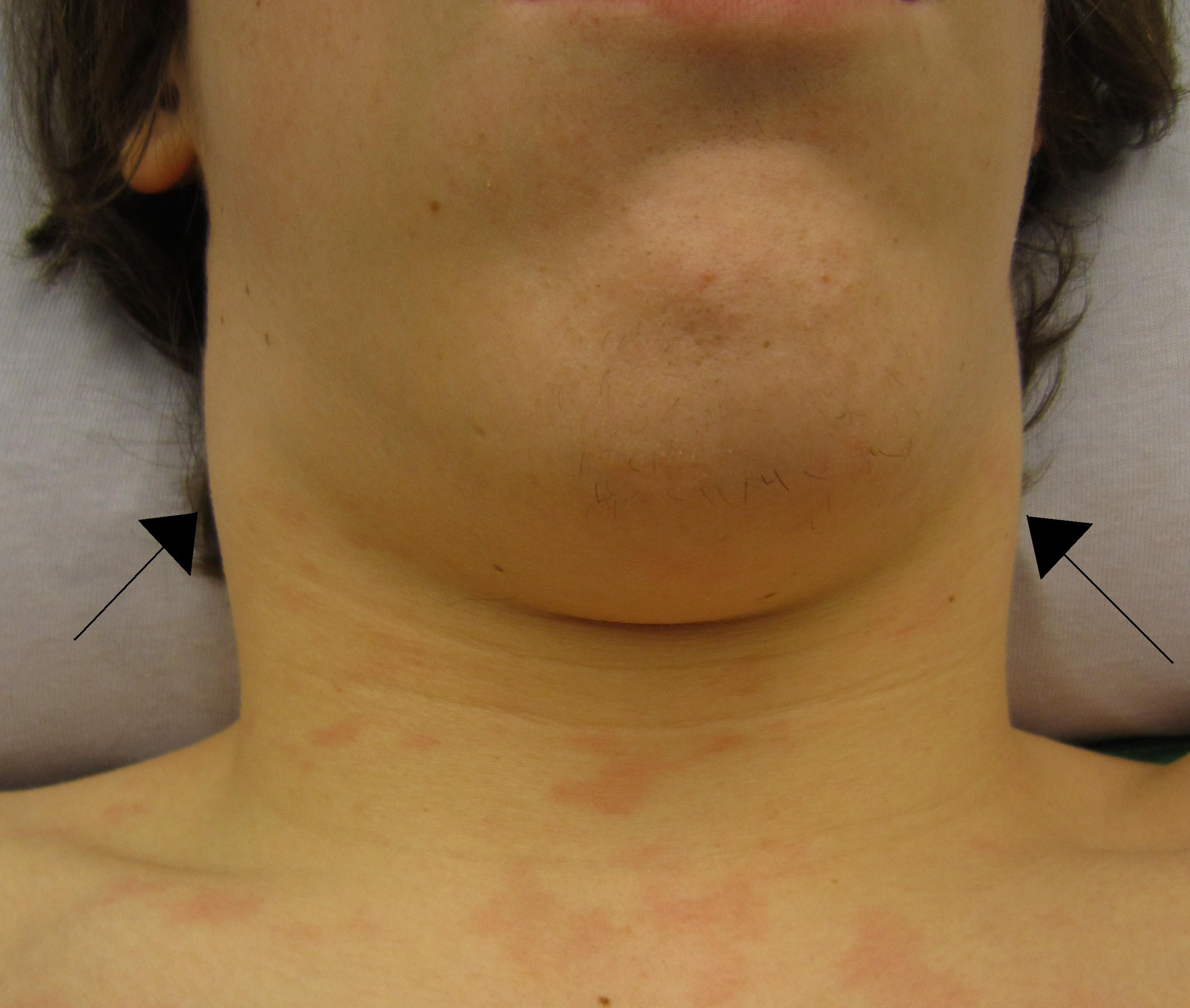
Lymphknotenschwellung und Hautausschlag bei Infektiöser Mononukleose

Die Epstein-Barr-Infektion ist zwar häufig sehr kräftezehrend, verläuft aber in der Regel ohne Komplikationen. Latente, wiederkehrende oder chronische Verläufe sind selten.

### Die Rolle des Immunsystems
Ob nach Kontakt mit einer am Pfeiffer-Drüsenfieber erkrankten Person eine Erkrankung auftritt, hängt von der Menge und Virulenz der Erreger und vom Zustand des Immunsystems der bisher nicht erkrankten Person ab. So kann die Virendosis oder -virulenz zu gering für eine Infektion sein oder das Immunsystem kann in der Lage sein, trotz Infektion Krankheitssymptome zu verhindern (inapparente Infektion oder stille Feiung).

### Gewöhnlicher Verlauf

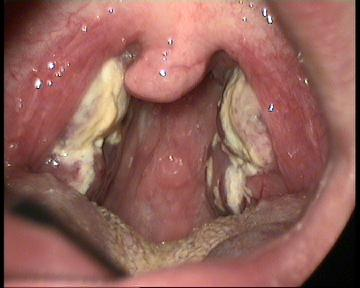
Monozytenangina

Die Inkubationszeit beträgt bei Kindern 7 bis 30 Tage. Bei Jugendlichen und jungen Erwachsenen ist sie mit vier bis sieben Wochen deutlich länger. Die Krankheit beginnt häufig mit der Trias aus Fieber (38–39 °C), Anschwellen der Lymphknoten an Hals und Nacken (teilweise bis auf Hühnereigröße, selten auch unter den Achseln und an den Leisten) sowie Mandelentzündung (Angina tonsillaris), bei der ein eher schmutziggrauer statt weißer Belag auf den Mandeln entsteht, der nicht auf die Umgebung der Mandeln übergreift. Ziemlich auffällig ist bei vielen Patienten ein fauliger Mundgeruch (Foetor ex ore). Unter grippeähnlichen Beschwerden kann es bei ansteigender Temperatur zu Schüttelfrost kommen, das Fieber kann mit Nachtschweiß einhergehen, Heiserkeit mit trockenem Husten („Reizhusten“) oder Sprechstörungen können hinzukommen. Darüber hinaus können auffallende anhaltende Müdigkeit, eine Milzvergrößerung (Splenomegalie) oder Lebervergrößerung (Hepatomegalie) auftreten, außerdem Hautausschlag (Exanthem), Lidödem an den Augen mit Behinderung der Nasenatmung (Hoagland-Syndrom), Bauch-, Muskel- oder Kopfschmerzen, Depression, Stimmungsschwankungen, Schwindel oder Orientierungsstörungen, Appetitlosigkeit (manchmal mit Übelkeit). Unter der Müdigkeit leiden die Betroffenen während der zweiten und dritten Woche der Erkrankung am stärksten. In dieser Phase kann das Fieber immer wieder sinken und ansteigen. Die Krankheit dauert in der Regel wenige Wochen, kann sich jedoch auch über ein bis zwei Monate erstrecken.

### Ungewöhnlicher Verlauf
Einerseits sind asymptomatische Verläufe besonders bei Kleinkindern möglich. Andererseits kann die Erkrankung auch chronisch (über mehr als sechs Monate) verlaufen. Dann sind extrem hohe Mengen der Antikörper gegen den Erreger zu finden. Subjektiv leiden die Betroffenen dann unter Symptomen wie Fieber, Müdigkeit, Abgeschlagenheit, depressiven Verstimmungen, Gefühlen von Antriebsschwäche und Lymphknotenschwellungen. Bei Patienten mit AIDS oder anderweitig stark immungeschwächten Patienten können besonders schwere Verlaufsformen auftreten. An den Zungenrändern können bei ihnen außerdem sehr feine, weiße, haarförmige Ausläufer entstehen (Haarleukoplakie).

### Verlaufsformen und Prozentzahlen
- Glanduläre Form: bei 50 % der Fälle generalisierte Lymphknotenschwellung, oft mit Milzschwellung und/oder Tonsillitis.[11]
- Exanthematische Form: bei 3 % der Fälle punktförmiges (petachiales) Enanthem am harten Gaumen
- Hepatische Form: bei 5 % der Fälle Hepatitis mit guter Prognose

## Komplikationen
Seltene Komplikationen sind das Reye-Syndrom und weitere Arten der Gehirnentzündung (Enzephalitis), infektiöse Blutarmut (autoimmunhämolytische Anämie), Blutplättchenarmut (Thrombozytopenie), starke Verminderung der Granulozyten (Agranulozytose), Lungenentzündung, Herzmuskelentzündung (Myokarditis), Nierenentzündung (Nephritis) und Gelbsucht (Ikterus). Beim Auftreten dieser Symptome kann ein Krankenhausaufenthalt notwendig werden. Solange eine Milzschwellung besteht, sollten wegen der Gefahr eines Milzrisses körperliche Anstrengungen unterbleiben.

## Beziehung zu anderen Erkrankungen
Das Epstein-Barr-Virus ist ein bekannter Auslöser der Myalgischen Enzephalomyelitis / des Chronischen Fatigue-Syndroms (ME/CFS). Es wird vermutet, dass das Epstein-Barr-Virus bei der Entstehung von seltenen Tumoren des Rachenraumes, seltenen Lymphomen (Burkitt-Lymphom) sowie Multipler Sklerose eine Rolle spielt. Das Pfeiffer-Drüsenfieber erzeugt aber (anders als etwa einige Fälle von Mumps) keine Infertilität.

## Therapie
Ein spezielles Präparat gegen das Pfeiffer-Drüsenfieber gibt es bisher nicht. Bei Fieber ohne größere Beschwerden reicht es, genügend zu trinken. Nur wenn zusätzlich kühlende Wickel nicht ausreichen, sind fiebersenkende Medikamente indiziert. Vor allem bei Kindern dürfen zur Fiebersenkung keine Abkömmlinge der Salicylsäure wie etwa Aspirin eingesetzt werden, da hierdurch vermehrt das lebensgefährliche Reye-Syndrom droht. In ca. 10 Prozent der Fälle kommt es zu einem bakteriellen Infekt, der notfalls mit Antibiotika behandelt werden muss. Allerdings verursachen bestimmte Antibiotika bei einer EBV-Infektion Hautausschläge mit Juckreiz am ganzen Körper, in schweren Verlaufsformen bis hin zum gefährlichen Lyell-Syndrom. Aminopenicilline, insbesondere die Breitbandantibiotika Ampicillin und Amoxicillin, rufen in bis zu 90 Prozent der Fälle solche Ausschläge hervor. Sie können auch noch nach Beendigung der Einnahme des Antibiotikums auftreten und benötigen in der Regel etwa drei Tage, um sich vollständig über den Körper zu verteilen. Danach klingen sie sehr langsam wieder ab, bis sie nach etwa zwei Wochen vollständig verschwinden. Bei diesem Exanthem handelt es sich nicht um eine Allergie, sondern um eine Interaktion von Aminopenicillin und Lymphozyten mit Störung des Arachidonsäurestoffwechsels. Gegen andere Erreger können daher bei diesen Patienten weiterhin Aminopenicilline verwendet werden.

## Postinfektiöse Immunität und Rezidiv
Da sich im Rahmen der Infektion Antikörper gegen das Virus bilden, besteht nach der ersten Infektion in der Regel eine lebenslange Immunität. Allerdings ist bei schwer immundefizienten Patienten wie etwa nach Organtransplantation, Knochenmarktransplantation oder bei Leukämie oder AIDS ein Rezidiv, also eine Erkrankung des Virus-Trägers mit Symptomen wie nach der ersten Infektion, möglich. Dies ist von der bloßen Reaktivierung der Virus-Produktion und Virus-Ausscheidung zu unterscheiden, die vom Virus-Träger nicht bemerkt wird, weil sie bei ihm selbst nicht zu Symptomen führt.

## Vorbeugung
Da der Erreger üblicherweise nur durch direkten Kontakt übertragen wird, kann man eine Infektion vermeiden, indem man solche Kontakte zu erkrankten Personen unterlässt. Eine Isolierung von Kindern mit infektiöser Mononukleose ist dagegen nicht erforderlich.
Ein Impfstoff gegen den Erreger wäre auch wegen dessen vermuteter Ursache für spätere bösartige Erkrankungen von Interesse, ist aber bisher (Stand 2020) erst in Entwicklung, siehe Epstein-Barr-Virus-Impfstoff.